# Eerste Slag om Fort McAllister
De Eerste Slag om Fort McAllister vond plaats op 3 maart 1863 in Bryan County, Georgia tijdens de Amerikaanse Burgeroorlog.
Viceadmiraal Samuel F. Du Pont stuurde drie ironclads naar het Zuidelijk Fort McAllister om hun nieuwe uitrusting te testen en hun kanonvuur te oefenen. Een van de testen was om vast te stellen hoe effectief hun nieuwe kanonnen waren tegen forten met aarden wallen.
Op 3 maart 1863 voerden de drie ironclads een acht uur durend bombardement uit op het fort. Het bombardement slaagde er niet in de vijandelijke batterijen op het fort te vernietigen. Wel werd het fort beschadigd. Ook liepen de schepen zelf enkele deuken op door de batterijen op het fort. Dit bombardement was nuttig om de nieuwe technologie verder te ontwikkelen. Het fort zelf viel niet omdat het kanonvuur van de ironclads alleen er (nog) niet slaagden het fort uit te schakelen.